# Danh sách cuộc biểu tình tại Hồng Kông tháng 8 năm 2019
Đây là danh sách các cuộc biểu tình chống dự luật dẫn độ Hồng Kông năm 2019 vào tháng 8.

## Diễn biến

### Các cuộc biểu tình ngày 1–3 tháng 8

#### Lĩnh vực tài chính
Vào đêm ngày 1 tháng 8, hàng trăm nhân viên từ khoảng 80 tổ chức tài chính khác nhau đã tham gia vào một cuộc biểu tình flash mob tại Chater Garden ở Kim Chung. Người biểu tình cũng lo ngại về các vụ việc được cho là của cảnh sát thông đồng với các băng đảng xã hội đen và yêu cầu tôn trọng luật pháp. Ít nhất 700 công nhân ngành tài chính đã đăng tải hình ảnh thẻ nhân viên để ủng hộ cuộc tổng đình công toàn thành phố ngày 5 tháng 8 sắp tới. Nhà tổ chức cho biết 4.300 người đã tham dự flash-mob.

#### Ngành y tế
Vào tối ngày 2 tháng 8, các chuyên gia y tế đã tổ chức một cuộc mít tinh tại Edinburgh Place, Trung Hoàn. Chủ tịch Hiệp hội Bác sĩ Công cộng Hồng Kông đã lên tiếng chỉ trích các vụ bắt giữ được thực hiện trong bệnh viện trong khi mọi người đang tìm cách chữa trị, đồng thời lên tiếng về việc cảnh sát sử dụng quá nhiều hơi cay đối với các nhà hoạt động dân chủ. Khoảng 10.000 người tham gia hội nghị theo các nhà tổ chức.
Đây là cuộc biểu tình của ngành y tế thứ ba trong vòng một tuần. Khoảng 1.500 chuyên gia chăm sóc sức khỏe trước đó đã tập hợp tại Bệnh viện Queen Elizabeth ở Du Ma Địa để nêu lên mối lo ngại về các cuộc tấn công vào ngày 21 tháng 7 xảy ra tại trạm MTR Nguyên Long. Sinh viên y khoa và sinh viên tốt nghiệp cũng đã tổ chức một hội nghị tại Đại học Hồng Kông Trung Quốc vào ngày 26 tháng 7. Khoảng 1000 người tham gia hội nghị theo các nhà tổ chức.

#### Cán bộ công chức
Ngay sau khi cuộc biểu tình của ngành y tế bắt đầu tại Edinburgh Place, hàng ngàn công chức Hồng Kông tập hợp tại Vườn Chater để biểu tình. Đến 6:45 chiều, công viên đã chật kín người, khiến cảnh sát phải đóng cửa đường Chater gần đó. Cựu thư ký Anson Trần và cựu Thư ký Bộ Nội vụ Joseph Wong đều thúc giục một cuộc điều tra độc lập về hành vi sai trái của cảnh sát và bảo vệ quyền tự do ngôn luận, đặt câu hỏi về tính hợp lệ theo cảnh báo của Bộ trưởng Matthew Cheung về những rủi ro khi tham gia cuộc biểu tình và "vi phạm nguyên tắc tính trung lập chính trị. " Wong tuyên bố: "Dòng đầu tiên [của bộ luật công vụ], mà tôi đã viết, là để bảo vệ luật pháp."
Nhạc sĩ và nhà hoạt động Denise Hồ cũng đã phát biểu tại cuộc biểu tình và khuyến khích sự tham gia rộng rãi trong cuộc tổng đình công ngày 5 tháng 8 sắp tới. Ông Hồ nói rằng số lượng nằm trong ngưỡng cho phép và chính phủ có nhiều khả năng đáp ứng với áp lực liên tục và các hành động tấn công vô thời hạn. Trong khi cảnh sát ước tính có tới 13.000 người tham gia, nhà tổ chức đã tuyên bố 40.000 công chức tham gia cuộc biểu tình.

### Ngày 5 tháng 8: Tổng đình công

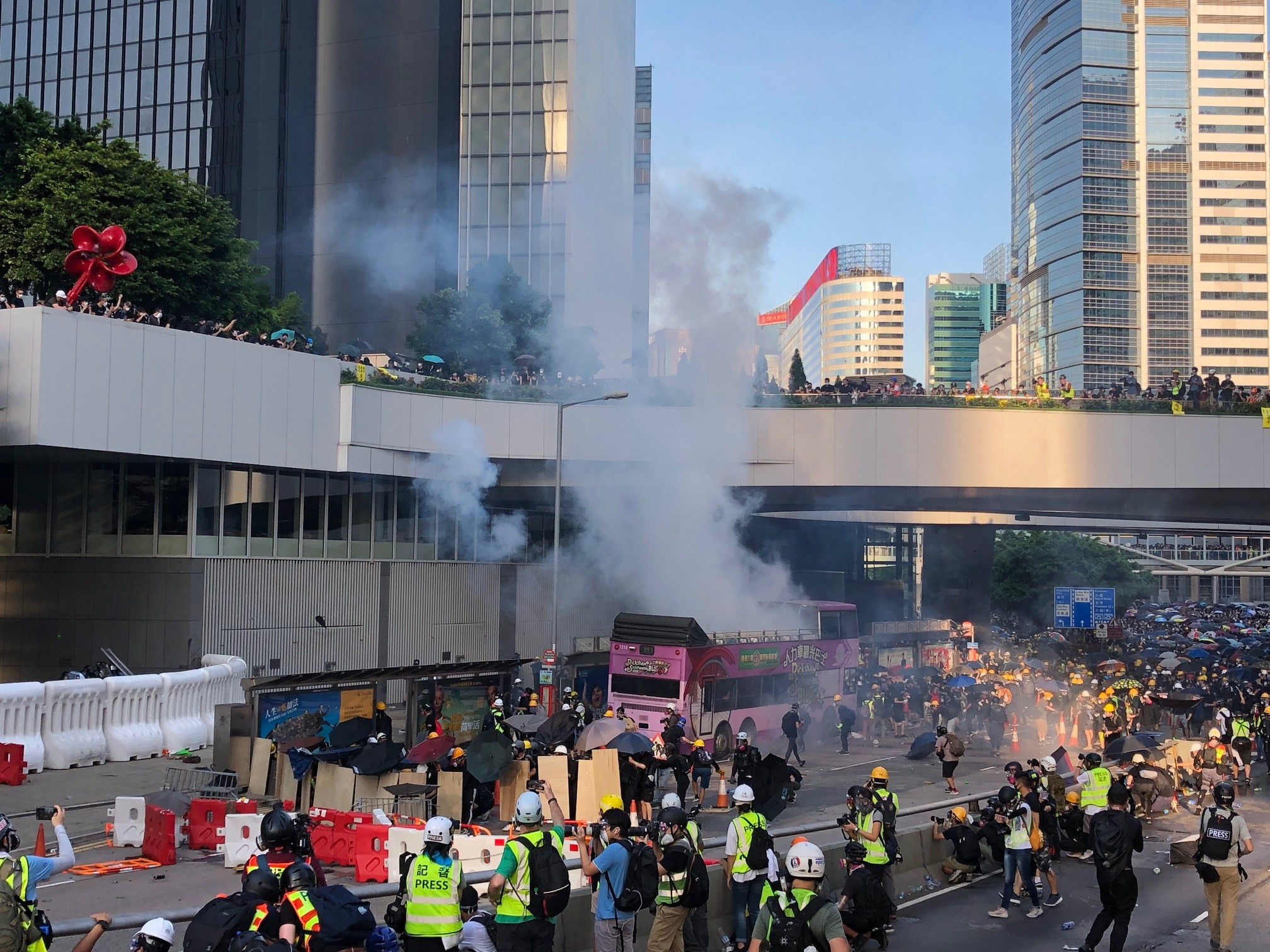
Cảnh sát bắn hơi cay để giải tán người biểu tình gần Khu liên hợp chính quyền trung ương vào ngày 5 tháng 8.

Ngày 5 tháng 8 đã chứng kiến một trong những cuộc tổng đình công lớn nhất của thành phố, được hưởng ứng bởi 350.000 người của Liên đoàn Công đoàn. Hơn 200 chuyến bay đã bị hủy do cuộc đình công. Một số công dân cũng chặn xe cộ để ngăn mọi người đi làm. Các cuộc biểu tình và các cuộc đấu tranh được tổ chức tại bảy quận ở Hồng Kông, bao gồm Kim Chung, Sa Điền, Đồn Môn, Thuyền Loan, Hoàng Đại Tiên, Vượng Giác và Đại Bộ. Để giải tán những người biểu tình, lực lượng cảnh sát đã sử dụng hơn 800 bình hơi cay, một con số kỷ lục đối với Hồng Kông. Người biểu tình ở Bắc Giác và Thuyền Loan bị hai nhóm người cầm gậy tấn công, mặc dù một số người đã chống trả những kẻ tấn công. Trong khi đó, tại phi trường quốc tế, hơn 200 chuyến bay không cất cánh được, vì một phần ba nhân viên kiểm soát không lưu tham gia phong trào đình công.

### Ngày 7 tháng 8: Luật sư tuần hành trong im lặng
Ngày 7 tháng 8, các luật sư Hồng Kông đã tổ chức một cuộc tuần hành trong im lặng để ủng hộ những người biểu tình phản đối chính quyền. Hàng trăm luật sư mặc áo đen lặng lẽ bước đi dưới cái nắng thiêu đốt của thành phố. Họ tuần hành từ trụ sở tòa án tối cao của thành phố cho tới văn phòng tổng chưởng lý Hồng Kông. Các luật sư vốn là những người thường né tránh các cuộc biểu tình nhưng kể từ đầu tháng 6 tới nay họ đã hai lần tham gia tuần hành để bày tỏ quan điểm ủng hộ những người biểu tình.

### Ngày 8 tháng 8: Người Công giáo tuần hành
Tối ngày 8 tháng 8, khoảng 1200 người Công giáo đã tổ chức một cuộc diễu hành dưới ánh nến qua Trung Hoàn trước khi kết thúc bên ngoài Tòa án phúc thẩm. Cuộc tuần hành do bốn tổ chức Kitô giáo tổ chức, kêu gọi chính phủ chú ý đến yêu cầu của người biểu tình và kêu gọi cả hai bên kiềm chế, ngăn chặn bạo lực và ngồi xuống để đạt được thỏa thuận giúp xã hội tiến lên.

### Ngày 9–11: Biểu tình ngồi tại sân bay
Ngày 9 tháng 8, người biểu tình tụ tập đông đảo tại các cổng đến ở sân bay quốc tế Hồng Kông, phát tờ rơi phản đối chính phủ và vẫy biểu ngữ viết bằng hàng chục ngôn ngữ nhằm nâng cao nhận thức của du khách trước các cuộc biểu tình được hoạch định vào cuối tuần trên toàn thành phố. Khoảng một ngàn người biểu tình, chủ yếu là giới trẻ mặc áo phông đen, tham gia cuộc tọa kháng, phát tờ rơi mở đầu với dòng chữ "Du khách quý mến" trên những bức tranh nghệ thuật phác họa các cuộc biểu tình đã diễn ra kể từ hồi tháng 6.
Vào ngày 11 tháng 8, những người biểu tình quay trở lại Tân Giới để phản đối ở Đại Bộ, mặc dù họ đã lan sang những nơi khác ở Hồng Kông vào buổi tối. Vào ngày hôm sau, hai cuộc biểu tình đã được tổ chức, một ở Thâm Thủy Bộ trong khi một cuộc khác ở Quận Đông. Những người biểu tình ở Thâm Thủy Bộ sau đó đến Tiêm Sa Chủy, nơi cảnh sát đã bắn mắt phải của một người phụ nữ, và Quỳ Dũng, nơi cảnh sát sử dụng hơi cay trong nhà. Trong khi đó, cuộc biểu tình trên đảo Hồng Kông leo thang thành bạo lực khi các sĩ quan cảnh sát bí mật bị phát hiện bắt giữ những người biểu tình khác ở Vịnh Đồng La. Các sĩ quan cảnh sát cũng bắn đạn đậu vào những người biểu tình ở nhà ga Thái Cổ.
Sự tàn bạo của cảnh sát vào ngày 11 tháng 8 đã khiến những người biểu tình ngồi lại ba ngày tại Sân bay quốc tế Hồng Kông từ ngày 12 đến 14 tháng 8, khiến sân bay phải hủy nhiều chuyến bay trong ít nhất hai ngày. Vào ngày 13 tháng 8, những người biểu tình tại sân bay đã dồn vào chân tường và hành hung một người đàn ông bị nghi ngờ là cảnh sát ngầm và một phóng viên của Global Times. Để đối phó với sự cố ngày 11 tháng 8, một cuộc mít tinh hòa bình đã được tổ chức tại công viên Victoria bởi CHRF vào ngày 18 tháng 8 để lên án sự tàn bạo của cảnh sát và nhắc lại năm yêu cầu cốt lõi. Nó đã thu hút ít nhất 1,7 triệu người, bất chấp lệnh cấm của cảnh sát, đã diễu hành đến Trung Hoàn. Ước tính có thêm 300.000 người biểu tình diễu hành giữa Trung Hoàn và Vịnh Đồng La, nhưng không thể vào công viên do quá đông.
Cùng ngày 12/8, một nhóm người biểu tình Hồng Kông đeo mặt nạ đã tổ chức cuộc "Họp báo công dân", sau khi xảy ra vụ cảnh sát bắn vào mắt một người biểu tình trong các cuộc đụng độ ngày hôm trước. Người biểu tình gọi hành động của cảnh sát là "phi nhân tính" như những chế độ diệt chủng, chẳng hạn như Adolf Hitler. Lực lượng Cảnh sát Hồng Kông cho hay kể từ ngày 9 tới 12 tháng 8, cảnh sát đã bắt giữ 149 đối tượng.
Ngày 13 tháng 8, khoảng 1500 người biểu tình mặc trang phục màu đen chiếm giữ khu vực xung quanh các quầy làm thủ tục từ 14h30 (13h30 giờ Việt Nam), sau đó tiến về phía cổng khởi hành. Một nữ hành khách tỏ ra rất bực tức, cố gắng vượt qua những người biểu tình và hét lên "tôi muốn về nhà". Lối đi của cô bị người biểu tình chặn lại trước khi nhân viên sân bay xuất hiện. Một phát ngôn viên sân bay sau đó thông báo toàn bộ các quầy làm thủ tục bay (check-in) ngừng hoạt động và toàn bộ các chuyến bay còn lại trong ngày bị hủy. Chỉ những hành khách làm thủ tục trước 16h30 mới có thể bay. Trong tối cùng ngày, người đàn ông bất tỉnh bị người biểu tình cáo buộc là cảnh sát chìm và trói vào xe đẩy hàng suốt nhiều tiếng. Cảnh sát chống bạo động đã sử dụng vũ lực để mở đường cho đội cứu thương tới đưa người này ra ngoài. Cảnh sát chống bạo động đã sử dụng vũ lực để mở đường cho đội cứu thương tới đưa người này ra ngoài. Cảnh sát sau đó định rời ga chính của sân bay quốc tế Hồng Kông cùng xe cấp cứu nhưng bị người biểu tình ngăn lại khiến đụng độ nổ ra. Một cảnh sát đã rút súng ra dọa do bị người biểu tình giật dùi cui và tấn công. Lực lượng cảnh sát phải dùng bình xịt hơi cay để đẩy lùi người biểu tình. Ít nhất 4 người bị bắt bên ngoài sân bay.

### Ngày 12–14: Nhân viên bệnh viện biểu tình
Ngày 12 tháng 8, khoảng 100 chuyên gia y tế tại Bệnh viện Đông Pamela Youde Nethersole ở Trại Loan đã biểu tình chống lại sự lạm quyền của cảnh sát trong các cuộc biểu tình gần đây, trong đó một người phụ nữ bị bắn vào mắt bởi một viên cảnh sát bị cáo buộc và bị thương nặng. Nhân viên y tế giơ biểu ngữ có dòng chữ "Cảnh sát Hồng Kông đang cố giết người dân Hồng Kông." Một cuộc biểu tình tương tự của nhân viên y tế đã được tổ chức cùng ngày tại Bệnh viện Princess Margaret ở Lai Chi Kok. Cùng ngày, một nhóm nhân viên y tế kêu gọi đình công vô thời hạn, yêu cầu chính phủ đáp ứng năm yêu cầu của phong trào phản kháng. Đáp lại các cuộc biểu tình, vào ngày 13 tháng 8, truyền thông Trung Quốc tuyên bố rằng, "Những người biểu tình ở Hồng Kông đang "tự hủy hoại chính mình"".

### Biểu tình ngày 16 tháng 8
Ngày 16 tháng 8, cuộc biểu tình được đặt tên "Ủng hộ Hồng Kông, quyền lực cho nhân dân" do nhóm gồm đại diện sinh viên từ 12 trường đại học tổ chức diễn ra tại công viên Chater Garden ở khu vực trung tâm Hồng Kông. Các nhà tổ chức muốn Anh tuyên bố rằng Trung Quốc đã vi phạm Tuyên bố chung Trung-Anh và Mỹ nhanh chóng ban hành Đạo luật Dân chủ và Nhân quyền Hồng Kông. Sự kiện ở Chater Garden diễn ra khi người biểu tình chuẩn bị cho cuộc biểu tình cuối tuần mới, kêu gọi chính quyền thành phố rút toàn bộ dự luật hiện bị tạm hoãn cũng như thực hiện cuộc điều tra độc lập về việc cảnh sát sử dụng vũ lực với người biểu tình.

### Biểu tình ngày 17–18 tháng 8
Ngày 17 tháng 8, khoảng 1,7 triệu người đã tham gia cuộc biểu tình ủng hộ dân chủ tại Hồng Kông theo ban tổ chức. Cảnh sát đưa ra con số thấp hơn nhiều, với chỉ 128.000 người và chỉ tính những người tại một cuộc biểu tình đã chính thức đăng ký. Phía tổ chức cuộc biểu tình, Mặt trận Nhân dân về Nhân quyền đã bị cảnh sát từ chối cho phép tổ chức một cuộc tuần hành qua thành phố, tuy nhiên cảnh sát vẫn cho phép một cuộc biểu tình trước Công viên Victoria. Nhiều đám đông lớn cũng diễu hành ở các khu vực gần đó như Kim Chung, Vịnh Đồng La và Loan Tể bất chấp lệnh cấm của cảnh sát. Trong khi đó, Hiệp hội Nghề nghiệp Giáo dục Hồng Kông đã tổ chức một cuộc diễu hành mang tên 'Bảo vệ thế hệ tiếp theo, hãy để lương tâm của chúng ta lên tiếng' để hỗ trợ sinh viên Hồng Kông và hiển thị tình đoàn kết với người bị bắt. Mặc dù trời mưa to, hàng ngàn giáo viên mặc đồ đen diễu hành từ Charter Garden đến Tòa nhà Chính phủ. Hiệp hội đã tuyên bố rằng 22.000 người đã tham dự, trong khi cảnh sát đưa ra con số là 8.300.
Ngày 18 tháng 8, bất chấp cảnh báo từ lực lượng an ninh và mưa lớn, gần 100.000 người biểu tình, đa phần mặc đồ đen và cầm dù, xuất phát từ công viên Victoria (khu Vịnh Đồng La) rồi tuần hành trên các tuyến đường hướng đến quận trung tâm. Phe phản đối tiếp tục trưng biểu ngữ yêu cầu Đặc khu trưởng Lâm Trịnh Nguyệt Nga từ chức, tiến hành cải tổ, chấm dứt việc xem biểu tình là "nổi loạn", điều tra những vụ cảnh sát "dùng vũ lực quá mức" với người biểu tình và hủy bỏ hoàn toàn dự luật cho phép dẫn độ tội phạm sang đại lục để xét xử.

### Ngày 21 tháng 8: Biểu tình ngồi tại Nguyên Lãng
Tối 21 tháng 8, hàng trăm người biểu tình mặc áo đen, bịt khẩu trang kéo tới ga tàu điện ngầm Nguyên Lãng, phía tây bắc Hồng Kông và giơ những tấm bảng có dòng chữ không có người mặc áo trắng nào bị truy tố sau vụ nhóm côn đồ tấn công người biểu tình tại nhà ga này hôm 21/7, khiến 45 người phải nhập viện. Một số người đụng độ với cảnh sát, phun bọt chữa cháy ra nhà ga hoặc đổ dầu lên sàn nhà để chặn cảnh sát. Nhóm người biểu tình khác chặn lối ra của nhà ga, các con đường bên ngoài và chiếu tia laser vào những cảnh sát mang khiên chắn. Họ cũng ném bình chữa cháy rỗng, hét lên với cảnh sát.

### Ngày 23 tháng 8

#### Kế toán tuần hành
Vào buổi chiều ngày 23 tháng 8, khoảng 5.000 kế toán đã tham gia một cuộc tuần hành im lặng. Đó là cuộc tuần hành đầu tiên có liên quan đến kế toán.

#### "Con đường Hồng Kông
Ngày 23 tháng 8, người biểu tình kéo tới ga tàu điện ngầm, các tuyến đường và những điểm tập trung khác từ 19h và đan tay nhau, kết thành những chuỗi người kéo dài từ Kennedy Town đến Vịnh Đồng La, từ Cửu Long đến Yau Ma Tei, dọc theo bến cảng Tiêm Sa Chủy, từ Thuyền Loan đến Lai King, và xa hơn về phía đông dọc theo đường Quan Đường trong suốt nhiều giờ. Họ đặt tên cho sự kiện chưa từng có này là "Con đường Hồng Kông". Những người biểu tình khác leo lên sườn dốc của vách đá Lion Rock, địa danh thiên nhiên nổi tiếng của thành phố. Họ bật đèn flash trên điện thoại hoặc dùng tia laser, tạo thành chuỗi ánh sáng bên vách đá. Các nhà tổ chức nói rằng ban đầu họ chỉ cần 44.000 người tham gia để tạo thành con đường 45 km và thu hút sự chú ý của quốc tế đối với cuộc biểu tình phản đối dự luật dẫn độ. Tuy nhiên, số người tham gia đạt 135.000 và tạo thành con đường dài 60 km.

### Ngày 24 tháng 8: Biểu tình chống giám sát tạiQuan Đường
Vào ngày 24 tháng 8, những người biểu tình đã tuần hành đến Quan Đường và tháo dỡ một cột đèn thông minh của chính phủ Hồng Kông được cho là để theo dõi người dân.. Trong cuộc biểu tình ngày 25 tháng 8, những người biểu tình cứng rắn đã ném gạch và bom xăng về phía cảnh sát, người đã lần lượt đáp trả bằng cách bắn hơi cay vào họ. Cảnh sát cũng lần đầu tiên triển khai xe bắn vòi rồng. Trong một sự kiện, những người biểu tình buộc tội một nhóm sĩ quan, những người đã sử dụng khiên để tự vệ trước những thanh kim loại và gỗ của người biểu tình; sáu sĩ quan sau đó rút súng ra và một phát súng cảnh cáo lên trời – điều này đánh dấu lần đầu tiên một vòng đạn trực tiếp được sử dụng kể từ khi các cuộc biểu tình nổ ra vào tháng 6. Cảnh sát sau đó cho biết họ không có lựa chọn nào sau khi bị người biểu tình bao vây, nhưng một số cư dân đặt câu hỏi liệu hành động của họ có cần thiết hay không. Cảnh sát sau đó bắt tổng cộng 29 người, bao gồm cả Ventus Lau, người tổ chức cuộc tuần hành hôm qua.

### Ngày 25 tháng 8: Biểu tình Thuyền Loan
Ngày 25 tháng 8, hàng nghìn người Hồng Kông tiếp tục tuần hành trên các tuyến phố của khu Thuyền Loan, trong đó một nhóm người biểu tình quá khích đã dựng chướng ngại vật trên đường, ném gạch đá và thậm chí cả bom xăng vào cảnh sát. Để đối phó, cảnh sát Hồng Kông ban đầu bắn nhiều viên đạn hơi cay, nhưng không đẩy lùi được nhóm người biểu tình có hành động bạo lực. Sau nhiều lần cảnh báo, cảnh sát triển khai hai xe phun vòi rồng áp lực cao để dọn dẹp chướng ngại vật trên đường và giải tán biểu tình.

### Ngày 28 tháng 8: Ngành hàng không biểu tình
Lực lượng cảnh sát đặc khu đã gửi một lá thư tới Liên đoàn Công đoàn (CTU) tối 26/8, yêu cầu không thực hiện các cuộc biểu tình theo kế hoạch tại trụ sở chính của Cathay Pacific ở Cathay Pacific City trong sân bay quốc tế Hồng Kông vào 28/8, với lý do lệnh cấm tập trung tại sân bay vẫn còn hiệu lực và tình trạng bất ổn dân sự ngày càng diễn biến phức tạp. Tuy nhiên, CTU phản đối lệnh cấm của cảnh sát.
Một cuộc biểu tình phản đối việc sử dụng bạo lực tình dục của cảnh sát đã được tổ chức vào ngày 28 tháng 8.

### Biểu tình ngày 31 tháng 8
Ngày 31 tháng 8, người biểu tình Hồng Kông tấn công cảnh sát bằng bom xăng và đèn laser chiều 31/8, trước khi nhà chức trách dùng hơi cay và vòi rồng đối phó. Phần lớn người biểu tình mặc áo đen tập trung tại một khu thể thao ngoài trời, trong khi số khác di chuyển trên phố các con phố. Họ lách lệnh cấm bằng cách diễu hành dưới hình thức tôn giáo, vốn không đòi hỏi nhiều quy định từ nhà chức trách đặc khu. Cảnh sát Hồng Kông trước đó phát lệnh cấm biểu tình vì lý do an ninh, sau khi đặc khu này trải qua những cuộc đụng độ bạo lực nhất trong gần ba tháng qua. Chính quyền thành phố đã dựng các rào chắn mới quanh Văn phòng Liên lạc Bắc Kinh tại Hồng Kông, nhiều xe mang vòi rồng cũng được triển khai trên đường phố. Một số người biểu tình đã ném bom xăng, gạch đá về phía cảnh sát và tìm cách vượt qua hàng rào an ninh. Cảnh sát đã dùng hơi cay để giải tán đám đông, sau đó phun vòi rồng vào vùng đệm giữa địa điểm biểu tình và tòa nhà chính quyền.